# Буђење пролећа
Буђење пролећа прва је значајна драма немачког драмског писца Франка Ведекинда и важно дело у модерној историји позоришта. Написана је између јесени 1890. и пролећа 1891. године, али је тек 20. новембра 1906. године премијерно изведена у Дојчес театру у Берлину у режији Макса Рајнхарта . Носи поднаслов Дечја трагедија. Представа критикује уочене проблеме у сексуално репресивној култури Немачке деветнаестог века (Fin de siècle) и нуди живописну драматизацију еротских фантазија које се могу развити у таквом окружењу. Због контроверзне теме, представа је често била забрањивана или цензурисана.

## Ликови
- Вендла Бергман: Девојка која на почетку драме пуни четрнаест година. Она моли мајку да јој каже истину о томе како се бебе рађају, али никада не добија довољно чињеница. У другом чину, Мелхиор силује Вендлу у сенику. Она затрудни са Мехлиоровим дететом без икаквог знања о репродукцији. Она умире након опасног, неуспешног абортуса.
- Мелхиор Габор: Четрнаестогодишњи дечак. Мелхиор је атеиста који, за разлику од остале деце, зна о полном размножавању . Он пише свом најбољем пријатељу Морицу есеј о сексуалном односу, након самоубиства Морица, есеј је откривен, а Мелхиор избачен из школе. Родитељи га шаљу у поправни дом након што је његов отац открио да је Вендла с њим остала трудна.
- Мориц Штифел: Мелхиоров најбољи пријатељ и друг из разреда, ученик који је трауматизован пубертетом и својим сексуалним буђењима. Мориц не разуме „покрете мушкости“ и промене које му се дешавају. Лош је ученик због недостатка концентрације и осталих пубертетских проблема, али на почетку драме положи полугодишње испите. Међутим, Мориц на крају није у стању да се носи са суровошћу друштва, и када његова молба за помоћ упућена Фани Габор, Мелхиоровој мајци, буде одбијена, он изврши самоубиство.
- Илза: Безбрижна и промискуитетна другарица из детињства Морица, Мелхиора и Вендле. Побегла је од куће да би живела боемским животом као модел и љубавница многих сликара. Илза се појављује само у две сцене током представе и последња је особа са којом Мориц разговара пре него што изврши самоубиство. Она проналази пиштољ који је користио и сакрива га.
- Ханс и Ернст: Два пријатеља и школска другара Мелхиора и Морица, који откривају да су заљубљени. Пред крај представе, они признају љубав једно другом. (У оригиналној немачкој драми, Хансово име гласи ,Ханшен", што је деминутив немачког имена Ханс, овај детаљ се губи у српском преводу.)
- Ото, Георг, Лемермејер и Роберт: Мелхиорови и Морицови школски другови. Смеју се Морицу и задиркују га када прети да ће се упуцати.
- Теа и Марта: Вендлине школске другарице. Марта је заљубљена у Морица и физички је злостављају мајка и отац. Теу привлачи Мелхиор.
- Госпођа Бергман: Вендлина мајка, која не жели да јој дете одрасте и одбија да каже ћерки истину о репродукцији и сексуалности.
- Фани Габор: Мелхиорова мајка. Либерално настројена и веома брижна према свом сину, она одбија да пошаље Мелхиора у поправни дом, све док не открије да је силовао Вендлу.
- Господин Габор: Мелхиоров отац. За разлику од госпође Габор, он верује у строге методе васпитања деце.
- Ректор Сунчаница: Окрутни и насилни ректор школе који избацује Мелхиора из школе након што је сазнао за есеј који је Мелхиор написао за Морица.
- Сарага, Млатијезик, Костолом, Мушица, Мајмуновић и Тојага: Учитељи у Мелхиоровој школи.
- Пастор Голотрб: Верски вођа града, који води проповед на Морицовој сахрани.
- Закрабуљени господин (Маскирани човек): Мистериозни, судбински странац који се појављује у последњој сцени драме и Мелхиору нуди наду у покајање. Глумио га је на сцени сам Ведекинд када је представа први пут изведена.

## Фабула

### Први чин
Током свађе око дужине сукње, Вендла Бергман се поверава мајци да понекад размишља о смрти. Када пита мајку да ли је то грешно, мајка избегава питање. Вендла се шали да можда једног дана неће носити ништа испод дуге хаљине.
После школе, Мелхиор Габор и Мориц Штифел започињу разговор, пре него што се обојица повере да су их недавно мучили сексуални снови и мисли. Мелхиор зна о сексуалном размножавању, али је Морицу то потпуно непознато и предлаже неколико хипотетичких техника (као што је дељење кревета са браћом и сестрама или спавање на чврстом кревету) које би могле спречити да његова будућа деца буду напета и уплашена као он. Као атеиста, Мелхиор криви религију за Морицове страхове. Пре него што је отишао, Мелхиор инсистира да Мориц дође код њега на чај, где ће му Мелхиор показати дијаграме и дневнике помоћу којих ће Морицу разјаснити живот. Мориц одлази брзо, посрамљен.
Марта, Теа и Вендла, промрзле и мокре од недавне олује, шетају улицом и разговарају о томе како се Мелхиор и остали дечаци играју у немирној реци. Мелхиор зна да плива, а девојке сматрају његову атлетску вештину привлачном. Након што је Вендла понудила да ошиша Марту након што је приметила да јој се плетеница расплела, Марта је признала да је отац жестоко туче због тривијалних ствари (нпр. ношења трака на хаљини) и да је понекад сексуално злоставља. Три девојчице су уједињене чињеницом да не знају зашто толико разочаравају родитеље. Мелхиор пролази; Вендла и Теа се онесвешћују. Примећују колико је леп и колико је његов пријатељ Мориц јадан, иако Марта признаје да Морица сматра осетљивим и привлачним.
Док дечаци посматрају из школског дворишта, Мориц се ушуња у канцеларију директора да погледа своје академске досијее. Пошто следећа учионица има само 60 ученика, Мориц мора бити барем 60. у свом разреду да би остао у школи (услов за који није сигуран да може да испуни). Срећом, Мориц се безбедно враћа, еуфоричан: он и Ернст Робел су изједначени академски — следеће тромесечје ће одредити ко ће бити избачен. Мелхиор честита Морицу, који каже да би се у супротном упуцао.
Вендла среће Мелхиора у шуми. Мелхиор пита зашто посећује сиромашне ако јој они не пружају задовољство, на шта Вендла одговара да уживање није поента. Потом му исприча сан у коме је сањала да је злоосзављана и сиромашна, након тога му исприча Мартину породичну ситуацију. Вендлу је срам што не зна какав је осећај бити ударен и потом преклиње Мелхиора да је истуче. Испрва, Мелхиор не жели да је удари, потом је слабашно удара. Вендла затим виче на њега да је бије јаче. Изненада, Мелхиор почне да је удара веома јако. Изненада савладан, Мелхиор је жестоко удара песницама, а затим бежи плачући.

### Други чин
Нешто касније Морица обузима страх од избацивања из школе. Одлази код Мелхиора да читају Фауста, верујући да ће му то помоћи. Мелхиорова мајка га тамо бодри, али упозорава да не би требали да читају Фауста пре него што су одрасли. Након што госпођа Габор оде Мориц говори Мелхиору о томе како идеализује феминину улогу у сексу, Мелхиор признаје да му је то одвратно.
Вендла од своје мајке захтева да јој објасни све о ,,роди". Мајка одбија, али на крају каже Вендли да жене затрудне онда када су заљубљене и удате.
У току олује Вендла налети на Мехлиора у сенику. Он је пољуби и инсистира да љубав не постоји и да је све користољубље. Мелхиор онда силује Вендлу док га она моли да престане, јер не зна ништа о сексуалном односу. Касније лута својом баштом, очајна, молећи Бога за некога ко би јој све објаснио.
Упркос великом труду, Мориц није бољи у школи. Потпуно безнадежан, пише писмо госпођи Габор, у ком је моли за новац са којим би побегао у Америку. Свесна да Мориц размишља о самоубиству, госпођа Габор му одговара писмом у којем га бодри и тврди да није неуспешан, али одбија да му да новац. Морицу не постаје боље. Док сам размишља о животу и самоубистбу, среће Илзу. Она нуди да прими Морица, али он одбија њену понуду. Након што она оде, Мориц изврши самоубиство.

### Трећи чин
После истраге, професори закључују да је главни узрок Морицовог самоубиства есеј о сексуалности који му је Мелхиор написао. Професори одбију да саслушају Мелхиорову одбрану и избаце га из школе. На Морицовој сахрани, одрасли ћаскају о томе како је његово самоубиство бласфемично и себично. Морицов отац се одрекне свог сина. Касније долазе деца да му одају пошту, Илза повери Марти да је она пронашла леш и сакрила пиштољ
Госпођа Габор је једина одрасла особа у драми која верује да Мориц и Мелхиор нису ништа згрешили. Господин Габор, с друге стране, сматра да су Мелхиорова дела перверзна. Покаже јој писмо које је написао Вендли, у коме се каје што се ,,згрешио о њу". Тада обоје одлуче да га пошаљу у поправни дом. Тамо, неколицина ученика украде Вендлино писмо упућено Мелхиору; прочитају га и мастурбирају на садржај који није читаоцу остаје непознат. 
Вендла се нагло разболи. Лекар јој препише лекове (претпоставља се да се ради о лековима за побачај). Госпођа Бергман јој призна да је прави узрок њеног стања трудноћа. Вендла је збуњена јер није удата за Мелхиора, нити га је волела, затим виче на мајку јер јој није објаснила зачеће. Ханс Рилов и Ернест Ребел се у следећој сцени пољубе и признају један другом љубав.
У новембру Мелхиор, који је у међувремену био побегао из поправног дома, на гробљу пронађе гроб Вендле Бергман, на коме пише да је умрла од малокрвности. На гробљу се појави дух Морица Габора, са главом испод мишке. Мориц му објасни да је у смрти научио више и да је живео више него док је био жив. Мелхиор скоро поверује да треба са Морициовим духом да одпутује у смрт, али се појављује Закрабуљени господин, који разувери Мелхиора. Мориц потом призна да је живот у смрти неиздржив и да је само хтео Мелхиор буде с њим. Закрабуљени господин потпом објасни Мелхиору да је Вендла умрла од неуспелог побачаја и да је дошао да му открије суштину живота како би га спасио од смрти. Мелхиор и Мориц се поздраве док Мелхиора одводи криптична фигура.